# Dumnovellauno
Dubnovellauno o Dumnovellauno fue el nombre de al menos uno, y posiblemente de varios reyes del sureste del periodo prehistórico de Britania, que reinaron a finales del siglo I a. C./Principios del siglo I, conocidos a partir de una serie de legendarias monedas y por menciones en la obra propagandística del emperador Augusto Res Gestae Divi Augusti.
- Dubnovellauno es el nombre de un rey que, según una antigua distribución de monedas, parece haber gobernado Kent, situada al este del río Medway. Fue el primer rey de la tribu de los cantiacos según estuvo reflejado en ciertas monedas, algunas de las cuales están fechadas entre los años 40 a. C. - 30 a. C. Hacia el final del siglo I a. C. fue sucedido por un rey llamado Vodenos o Vosenios, aunque es posible que fueran dos reyes independientes y contemporáneos.

- Un rey llamado Dubnovellauno sucedió a su padre, Adedomaro como rey de los trinovantes ca. 10 - 5 a. C., y gobernó durante varios años antes de ser derrocado por Cunobelino de los Catuvellaunos.

- En la obra de Augusto, la Res Gestae Divi Augusti, un rey britano llamado Dubnovellauno apareció junto a Tincomaro, rey de los atrébates como líder de una delegación enviada a Roma para evitar las hostilidades entre ambas naciones (7).

- Otro Dumnovellauno aparece en las monedas emitidas entre los coritanos, fechada ca. 45. Aparece como un rey vasallo del rey Volisios, probablemente el rey más poderoso de ese territorio.

Dada la cronología, es posible, pero no seguro, que Dubnovellauno de la cantiacos es el mismo individuo que Dubnovellauno de los trinovantes, y Dubnovellauno de los trinovantes es probable que sea el Dubnovellauno que se presentó a Augusto